# Uomini in bianco (film 1934)
Uomini in bianco (Men in White) è un film del 1934 diretto da Richard Boleslawski in bianco e nero.
È basato sull'omonima opera teatrale scritta da Sidney Kingsley nel 1933.